# Metroid (серія відеоігор)
Metroid (яп. メトロイド, Метороїдо, укр. Метроїд) — серія відеоігор жанру action-adventure, що випускається японською компанією Nintendo. Ці ігри, починаючи з Metroid(1986), випускалися на власних гральних приставках Nintendo протягом більш ніж 30 років. Поряд з серією Castlevania Metroid утворює один із стовпів піджанру метроїдванія, заснованого на поступовому нелінійному дослідженні великого складного світу, нові частини якого відкриваються помірно з отриманням ігровим персонажем нових здібностей. Хоча більшість ігор серії показує все діяне у вигляді сайд-скролера з видом збоку, підсерія Metroid Prime поєднує основні принципи метроїдванії з характерним ігровим процесом шутера від першої особи.
Ігри серії Metroid, серйозніші та похмуріші порівняно з іншими популярними серіями Nintendo, такими, як ігри про Маріо або Legend of Zelda, описуючи вигаданий всесвіт в дусі наукової фантастики, яка первісно багато в чому надихалася серією «Чужий». Гравець керує героїнею на ім'я Самус Аран, космічною мисливицею за головами; її частими супротивниками в іграх є інопланетні істоти — «космічні пірати» і винесені до назви серії «метроїди», нерозумні, але вкрай небезпечні створіння. Крім власне ігор серії, окремо випускалися музичні альбоми з саундтреками до ігор, коміксів і манґа за мотивами ігор.

## Теми
Ігри серії проходять в одному вигаданому всесвіту. Їх об'єднують більшість головних персонажів та основні елементи ігрового процесу, за кількома винятками.

### Місця і персонажі
Героїня, Самус Аран — наймана мисливиця. Вона одягнена у виключно потужний і пристосовний костюм, створений древньою расою Чозо. Поліпшення для костюма, зібрані за Час проходження, не переносяться до наступної частини гри, тому в кожній частині їх необхідно збирати заново.
Метроїди — великі желеподібні істоти з чотирма клітинними ядрами. Вони можуть висмоктувати життєву енергію з будь-якого живого організму, в процесі чого жертва зазвичай гине.Metroid II зображує п'ятистадійний життєвий цикл, в якому метроїди проходять дві стадії линьки, а потім дві стадії мутації. Таким чином вони дозрівають протягом чотирьох раніше невідомих форм: Альфа, Гамма, Зета і Омега. Metroid Prime демонструє дві нові, мутовані фантастичною речовиною фазоном (Phazon), форми: метроїд-мисливець, який вміє висмоктувати енергію на відстані; і подільний метроїд, який ділиться на два нових подільних метроїда (зі слабкістю до того чи іншого виду зброї) після споживання певної кількості енергії. Metroid Prime 2: Echoes містить мутований фазоном підвид — Tallon Metroid. Замість висмоктування всієї життєвої енергії з жертви, вони харчуються фазоном. Під дією фазона вони виростають у дорослу особину.
Головними лиходіями багатьох ігор серії є Космічні Пірати. Їх головним босом на планеті Зейбс (Zebes) була Материнський Мозок (Mother Brain). Крейд (Kraid) з'являється у вигляді важливого боса в Metroid, Metroid: Zero Mission і Super Metroid. Рідлі (Ridley), лідер служби безпеки Космічних Піратів — найважливіший елемент: він з'являється в Metroid, Super Metroid, Metroid Fusion, Metroid Prime, і двічі — у Metroid: Zero Mission. Організація також охоплює крилатих богомолоподібних істот, KiHunter. Космічні Пірати дуже зацікавлені в дослідженні метроїдів, особливо в їх використанні як генераторів енергії чи як солдатів. Їх експерименти з фазоном створили всі підвиди метроїдів, що зустрічаються у серії Prime.

### Ігровий процес
Ігровий процес усієї серії ігор обертається навколо Самус, яка збирає предмети, або поліпшення, що дають їй можливості долати перешкоди. Багато предметів, з невеликими модифікаціями, з'являються у всіх іграх серії. Серед таких речей є, наприклад, морфокуля (Morph Ball, або Maru Mari у першій грі серії), яка надає Самус здатність згортатися клубком, чим дозволяє проникати у вузькі проходи, а також встановлювати бомби.
Головні вороги в іграх серії поділені на дві групи: боси і фінальні боси. Кожна гра містить кілька босів, яких можна зустріти у великих кімнатах, зачинювані після того, як гравець увійде всередину. Після вдалого висліду бою кімнати відчиняються, дозволяючи проходити гру далі. Фінальні боси знаходяться в кінці гри. Бій з ними схожий на бій зі звичайними босами і закінчується він відліком часу, протягом якого Самус має встигнути добігти до свого корабля.
У більшості ігор серії Крейд і Рідлі з'являються у вигляді босів, і Материнський Мозок іноді з'являється як фінальний бос. У деяких іграх метроїд, в одній зі своїх форм, може зустрітися в ролі боса, а іноді навіть у вигляді фінального боса. Модель бою босів і фінальних босів стандартизована, проте в серії зустрічаються і виключення.

### Еволюція оповідання
Тимчасом як більшість розробок для Nintendo залишалися в межах свого природного розвитку («розповідний» стиль), перехід серії Metroid у третій вимір знаменував собою значну зміну.
Перші три гри серії надавали мало оповіді: вступний ролик і документація, що додається до картриджу. З випуском Metroid Prime серія набула куди детальнішого опису сюжета, що є унікальною системою. Використання скануючого візора дозволяло Самус виявляти інформацію про своїх ворогів, історію навколишнього світу та інші можливості. Але стиль гри подавав усе це необов'язковим: гравець міг як зануритися в море даваної інформації, так і ігнорувати її, граючи в гру так само, як і в попередніх частинах.
Цей метод розповіді передався, і навіть покращився, у Metroid Prime 2: Echoes. Можна вільно припустити, що цей новий стиль став стандартом де-факто для ігор серії Metroid, або, щонайменше, для тривимірних видів гри.

## Історія випусків

Нелінійність, як відмінна риса серії, була реалізована ще у найпершій частині.

| Назва гри                       | Дата виходу     | Консоль         |
| ------------------------------- | --------------- | --------------- |
| Metroid                         | 1986            | NES             |
| Metroid II: Return of Samus     | 1991            | Gameboy         |
| Super Metroid                   | 1994            | SNES            |
| Metroid Prime                   | 2002            | GameCube        |
| Metroid Fusion                  | 2002            | Gameboy Advance |
| Famicom Mini: Metroid           | 2004            | Gameboy Advance |
| Metroid: Zero Mission           | 2004            | Gameboy Advance |
| Metroid Prime 2: Echoes         | 2004            | GameCube        |
| Metroid Prime Pinball           | 2005            | Nintendo DS     |
| Metroid Prime Hunters           | 2006            | Nintendo DS     |
| Metroid Prime 3: Corruption     | 2007            | Wii             |
| Metroid: Other M                | 2010            | Wii             |
| Metroid Prime: Federation Force | 2016            | Nintendo 3DS    |
| Metroid: Samus Returns          | 2017            | Nintendo 3DS    |
| Metroid Prime 4                 | TBA, в розробці | Nintendo Switch |

Неофіційні
| Назва гри           | Дата виходу | Платформа      | Коментарі |
| ------------------- | ----------- | -------------- | --- |
| Project AM2R        | 2016        | Windows, Linux | Ремейк Metroid II: Return of Samus для Gameboy. За рівнем виконання не поступається офіційному ремейку першої частини — Metroid: Zero Mission.                             |
| Metroid: Rogue Dawn | 2017        | NES            | Пріквел до першого Metroid. Хоча гра за фактом і є хаком Metroid версії NES, але при цьому вона є цілком самостійною грою, з новими спрайтами, музикою, рівнями і сюжетом. |

## Серія
Оригінальний Metroid був випущений на NES 1986 року, поставив світу персонажа Самус Аран (персонаж жіночої статі, що за тих часів було незвично. Насправді, в рекламі та інструкції говорилося, що Самус — чоловік, для того, щоб здивувати гравців, коли правда вилізе) та інших персонажів, які з'являлися у продовженнях гри. У світі лабіринтів, де гравець міг сам вибирати, в який бік рухатися, було помітно, що гра — одна з перших на домашній консолі, що дозволяла проходити її нелінійно. Через те, що для проходження гри потрібно багато часу, була створена система паролів, яка дозволяла гравцеві перервати гру і продовжити її пізніше. Metroid була однією з перших ігор, що надавали таку можливість. Версія для Famicom Disk System, а також наступні ігри серії, дозволяли зберігатися у слотах карти пам'яті. Гра була однією з найпопулярніших в еру NES.
Перший сиквел Metroid II: Return of Samus було випущено 1991 року на портативній гральній консолі Gameboy. На відміну від Metroid, головною метою було не збирання предметів, а виявлення і знищення метроїдів. Metroid II дав серії новий набір зброї і предметів, а також розкрив деякі деталі щодо сутності метроїдів. Хоча початкові огляди давали грі позитивні оцінки, гра не стала такою ж популярною, як попередник або послідовники, можливо через чорно-білу графіку і порівняно лінійний ігровий процес.
Третя гра серії, Super Metroid, була випущена на SNES 1994 року. Стиль гри повернувся до того, що було в першій частині, проте арсенал предметів ще більше розширився. Дія Super Metroid відбувається на тій же планеті, що і в оригінальній грі, але за допомогою можливостей SNES (а також досить великого картриджа на 24 мегабіти) надаючи ширше та різноманітніше середовище, а також детальніший опис сюжету, ніж це було за попередніх частин. Super Metroid була однією з найпопулярніших ігор на SNES. Вона отримувала схвальні відгуки щодо графіки звука й розмірів. Вона залишалася популярною, часто займаючи верхні позиції у списках «ігор всіх часів», включаючи перше місце в Electronic Gaming Monthly.

Metroid Prime вніс до серії ігор тривимірність.

Незважаючи на всі розмови, для приставки Nintendo 64 ігри серії Metroid випущено не було, і деякі втратили надію, що серію продовжуватимуть. Однак Nintendo 2000 року оголосила, що Retro Studios розробляє нову гру для приставки Nintendo нового покоління GameCube, а 2001-го Nintendo сама розробляла Metroid 4 для Gameboy Advance. Обидві гри були випущені 2002 року. Дбання Retro Studios були названі Metroid Prime, а Metroid 4 було перейменовано на Metroid Fusion. Metroid Fusion продовжував сюжетну лінію серії, тимчасом як час дії Metroid Prime відбувався між двома першими частинами гри. Випущені майже одночасно, ігри надали наступні можливості: гравці, що пройшли Fusion, могли грати в Prime у новому костюмі — Fusion Suit; а також дозволялося грати в оригінального Metroid, з'явлюваний у вигляді доповнення.

У Metroid Fusion використовувався кінематографічний стиль

Хоча Prime і був широко розрекламований, перед його випуском виникало безліч суперечок. Перша гра, Metroid, поміщена в тривимірний світ, використовує вигляд від першої особи — деякі турбувалися, що гра не зможе зберегти ті якості, що асоціювалися з трьома першими іграми серії. Хоча до цього Nintendo перевела до тривимірності два своїх найбільших досягнення, випустивши Super Mario 64 і The Legend of Zelda: Ocarina of Time, побоювання були посилені тим, що Prime створювався сторонніми розробниками, замість внутрішньої команди Nintendo. Деякі заздалегідь скаржилися, що гра стане подобою Halo, шутер в стилі «біжи і стріляй». Nintendo відгукнулася на це тим, що говорила про Metroid Prime виключно як про «пригоду від першої особи».
Коли гра була випущена, більшість журналістів та фанів знайшли, що Prime зберегла і розвинула тему та ігровий процес попередніх частин. Гра зачислилася до «ігор усіх часів» серед ігрових критиків. Fusion навпаки стала непопулярною серед деякого числа фанів, через незвичайний для серії лінійний ігровий процес. Інші ж хвалили гру за її кінематографічну якість.
Після Prime і Fusion випуски нових частин почастішали.
На Gameboy Advance було випущенио перероблений оригінал — Famicom Mini: Metroid.
Другою грою серії для Gameboy Advance став Metroid: Zero Mission, розроблений Nintendo і випущений 2004 року. Це був покращений ремейк, що переказував оригінальний Metroid. Гра містила місця та елементи ігрового процесу як з попередніх ігор, так і абсолютно нові. Історія проливала трохи більше світла на сутність персонажа Самус Аран, ніж оригінальний Metroid.
Гра для GameCube, Metroid Prime 2: Echoes, була також випущена 2004 року, і також розроблялася Retro Studios. Це пригода від першої особи в стилі першого Prime, але з новим облаштуванням: концепцію світлого і темного світів, дещо нагадуючи цим The Legend of Zelda: A Link to the Past, але в термінах різних вимірів, аніж магічних світів.
Metroid Prime Pinball — пінбол для Nintendo DS, сильно відхиляється від попередніх випусків гри. Хоча вона і не є частиною офіційної хронологічної лінії, гра запозичує багато історій і графічних елементів із серії Prime.
Metroid Prime: Hunters, ще одна гра серії, що вийшла на Nintendo DS — перша (і єдина) тривимірна гра Metroid на цій портативній консолі. Демоверсія, названа Metroid Prime Hunters: First Hunt, була випущена з першою потсачанням Nintendo DS і містила наступні варіанти гри: Regulator, Morph Ball, Survivor і багатокористувацький. Випуск фінальної версії в США було призначено на 20 березня 2006.
Metroid Prime 3: Corruption, як і дві попередні частини, була розроблена Retro Studios. Prime 3 була названа останньою грою у підсерії Prime. Вона використовує нові можливості приставки Wii, такі як контролер. Nintendo проілюструвала, як Metroid Prime 3 буде працювати з цим контролером, за допомогою модифікованої версії Metroid Prime 2: Echoes на Tokyo Game Show 2005 року. Гра була випущена 2007 року. Через деякий час у продаж надійшла Metroid Prime: Trilogy для приставки Wii, до складу якої увійшли всі три частини серії Prime, перша і друга з яких були адаптовані під нове керування.
Metroid Dread — 2D-гра, що була оголошена в номері журналу Game Informer за червень 2005 року. Згідно модераторам інтернет-форуму Game Informer, гра розроблялася для Nintendo DS, а її історія розгортається після подій Metroid Fusion. Гра так і не побачила світ.
Metroid Other M — гра серії з'явилася 2010-го року на приставці Nintendo Wii. Створена Nintendo і японською Team Ninja, ця гра є поверненням до витоків серії, так як більше не використовує вигляд від першої особи. Вперше в серії керування головним персонажем здійснюється за допомогою Wiimote у горизонтальному положенні і без додатка «Nunchuk»: коли гравець тримає Wiimote горизонтально, він грає «нормально», а також можна його тримати вертикально і націлитися на екран, таким чином гра повертається на вигляд від першої особи і дозволяє гравцеві стріляти з гармати ракетами і оглянути навколишнє середовище. Як завжди, в грі можна збільшити здібності костюма сили Самус, але так як, згідно з історією, у неї від початку гри всі здібності, вона розблокує їх лише коли Адам їй дозволяє.
Metroid Prime: Federation Force — кооперативний шутер від першої особи, створений Next Level Games для Nintendo 3DS. Ця гра є спін-оффом до підсерії ігор Metroid Prime, де гравець бере роль Морпеха Галактичної Федерації зі схожими елементами ігрового процесу з Metroid Prime: Hunters. Також включає багатокористувацьку гру на основі футболу, відома як Metroid Prime: Blast Ball.

## Хронологія
Хронологія світу Metroid не збігається з порядком випуску ігор. Згідно з офіційною часовою лінією Nintendo, ігри йдуть таким порядком:
1. Metroid — Самус отримує від Галактичної Федерації завдання знищити всіх метроїдів на планеті Зейбс, яких пірати розводять для використання як зброї, а також їхнього ватажка — біомеханічну форму життя Материнський мозок (Mother Brain). Вона пробирається печерами планети, поступово покращуючи свій костюм за допомогою залишених чозо артефактів, знищує двох монстрів — Крайда та Рідлі, руйнує базу піратів і рятується за секунди до її самознищення.
2. Metroid: Zero Mission — у римейку оригінальної гри, після подій з Metroid, Самус збиває корабель Космічних піратів і її судно здійснює вимушену посадку на поверхні планети. Опинившись без корабля і костюма, Самус змушена проникнути на космічний корабель піратів, щоб знайти шлях залишити планету.
3. Metroid Prime — Самус отримує сигнал лиха з дрейфуючого над орбітою планети Таллон IV фрегата піратів. З'ясувавши, що пірати використовують потужну радіоактивну субстанцію, фазон (англ: Phazon), для біологічних експериментів. Знищивши один зі зразків, що вийшов з-під контролю, королеву паразитів, вона летить на Таллон IV, щоб знову зупинити піратів. Вона виявляє, що Чозо, древня раса, яка виростила цих істот, колись населяла цю планету та її зникнення якимось чином пов'язане з джерелом фазону — метеоритом, що за кілька десятків років до цього зіткнувся з планетою.
4. Metroid Prime: Hunters — емпати Федерації перехопили повторюване телепатичне послання, в якому повідомлялося про якесь джерело «Абсолютною Сили», яке знаходиться в дикій і невивченій частині галактики Тетра, званої Алімбійським скупченням. Самус отримує замовлення взяти джерело під контроль і передати силам Федерації або, в разі, якщо це не можливо — знищити його.
5. Metroid Prime 2: Echoes — космічні пірати знову намагаються використовувати фазон, цього разу на планеті Ефір, світі, що під впливом фазону розділився на світлий і темний виміри. Найманку переслідує її злий двійник, Темна Самус, походження якої показане в одній з кінцівок Metroid Prime.
6. Metroid Prime 3: Corruption — дія цього разу розгортається в цілій галактиці. Космічні пірати під керівництвом Темної Самус використовують левіафани, гігантські живі метеорити з насінням фазону, задля зараження планет. Разом з іншими найманцями Федерації Самус опиняється зараженою фазоном і їй, борючись з його руйнівною дією, належить протистояти і піратам і фазону, від якого загинув загін піратів.
7. Metroid II: Return of Samus — Самус летить на SR388, рідну планету метроїдів, щоб знищити їх повністю, крім одного конкретного, що прив'язався до неї і залишений для досліджень.
8. Metroid: Samus Returns — римейк попередньої гри.
9. Super Metroid — вчені виявили, що здібності метроїдів можна використати на благо цивілізації. Раптово Самус отримує сигнал лиха з лабораторії, в якій досліджується єдиний залишений метроїд-личинка. Вона прибуває саме до того моменту, коли Рідлі краде метроїда. Потім вона слідує за Рідлі на відновлену базу космічних піратів на планеті Zebes, щоб зупинити новий їх план з клонування метроїдів і використання як зброю. У фінальній битві з Mother Brain колишній метроїд-личинка, який встиг зрости до неймовірних розмірів, ціною свого життя рятує Самус.
10. Metroid: Other M — після подій Super Metroid, Самус перемогла Рідлі, Крайда й Mother Brain. Подорожуючи космосом, наймана мисливиця отримує загадкове повідомлення, яке веде її до занедбаної космічної станції. Там вона зустрічає команду солдатів Галактичної Федерації, якою керує знайомий Самус — Адам. Разом вони вирушать на пошук вцілілих, але підозрюють, що в команді є зрадник.
11. Metroid Fusion — діючи як охоронець для дослідників на планеті SR388, Самус інфікується істотою, відомою як ікс-паразит. Ці мікроорганізми здатні засвоювати ДНК організму жертви та імітувати його. Самус майже гине, але виживає після ін'єкції ДНК метроїдів. Потім її посилають на космічну дослідницьку базу, щоб розвідати заворушення, що сталися там. На цій базі, Біологічній Космічній Лабораторії, вчені зберігають залишки інфікованого костюма Самус, які переробили ікс-паразити і утворили СА-ікс, імітацію Самус у костюмі з повним озброєнням, що допоможе здолати Омегу метроїда.

## Важливі люди
Metroid, Metroid II: Return of Samus, Super Metroid, Metroid Fusion і Metroid: Zero Mission були розроблені внутрішньої командою Nintendo — R&D1 section. Metroid Prime з першої по третю частину підсерію розробляла стороння команда, Retro Studios. Metroid Prime: Hunters — NST, а Metroid Prime Pinball — Fuse Games.
Центральні фігури в створенні і розробці серії Metroid — Йошіо Сакамото — директор і супервізор розроблення всіх частин (окрім Metroid II); Гумпей Йокої, до своєї смерті 1997-го очолювавший команду R&D1 і продюсувавший випуск перших трьох частин гри; Макото Кано — директор і творець сценаріїв перших трьох частин; Хіроджі Кійотаке — творець персонажів для оригінальної гри. Шіґеру Міямото, який створив серії ігор Mario і Legend of Zelda, не брав участі у створенні Metroid, але був продюсером Metroid Prime і його сиквела.
Серія ігор примітна своєю музикою, композиторами якої були:
- Хірокадзу «Hip» Танака — Metroid, Super Metroid
- Ріоджі Йошітомі — Metroid II: Return of Samus
- Кенджі Ямамото — Super Metroid, Metroid Prime, Metroid Zero Mission, Metroid Prime 2: Echoes, Metroid Prime 3
- Мінако Хамано — Super Metroid, Metroid Fusion, Metroid Zero Mission
- Коті Кіома — Metroid Prime
- Акіра Фуджівара — Metroid Fusion

## Інші проєкти в усесвіті Metroid
На основі Metroid, Super Metroid і Metroid Prime були випущені комікси. Самус Аран, а також інші персонажі серії були представлені в коміксах Captain N: The Game Master.

## Швидкісне проходження
Ігри серії Metroid були популярною метою для швидкісного проходження — в мистецтві закінчувати гру в найкоротший термін. На додаток до нелінійного дизайну рівнів, який дозволяв проходити гру різними шляхами, ігри сприяли швидкісному проходженню тим, що в кінці гри відображали статистику зі збору речей і витраченого часу.
Щоб закінчити гру в найкоротші терміни, гравці використовували помилки і секрети, які дозволяли використати короткий шлях. У грі вистачало і того, й іншого, як ненавмисних помилок, так і секретів, спеціально доданих розробниками. На підтвердження останнього можна навести приклад: ключ до швидкісного проходження Super Metroid — стрибки від стіни (wall jump), які не описані у керівництві, але відкриваються в таємній кімнаті.
Стрибки від стіни, разом з рухом shinespark, також з'являються в Super Metroid, Metroid Fusion і Metroid: Zero Mission.